# 二井田真中インターチェンジ
二井田真中インターチェンジ（にいだまなかインターチェンジ）は、秋田県大館市櫃崎にある秋田自動車道インターチェンジである。

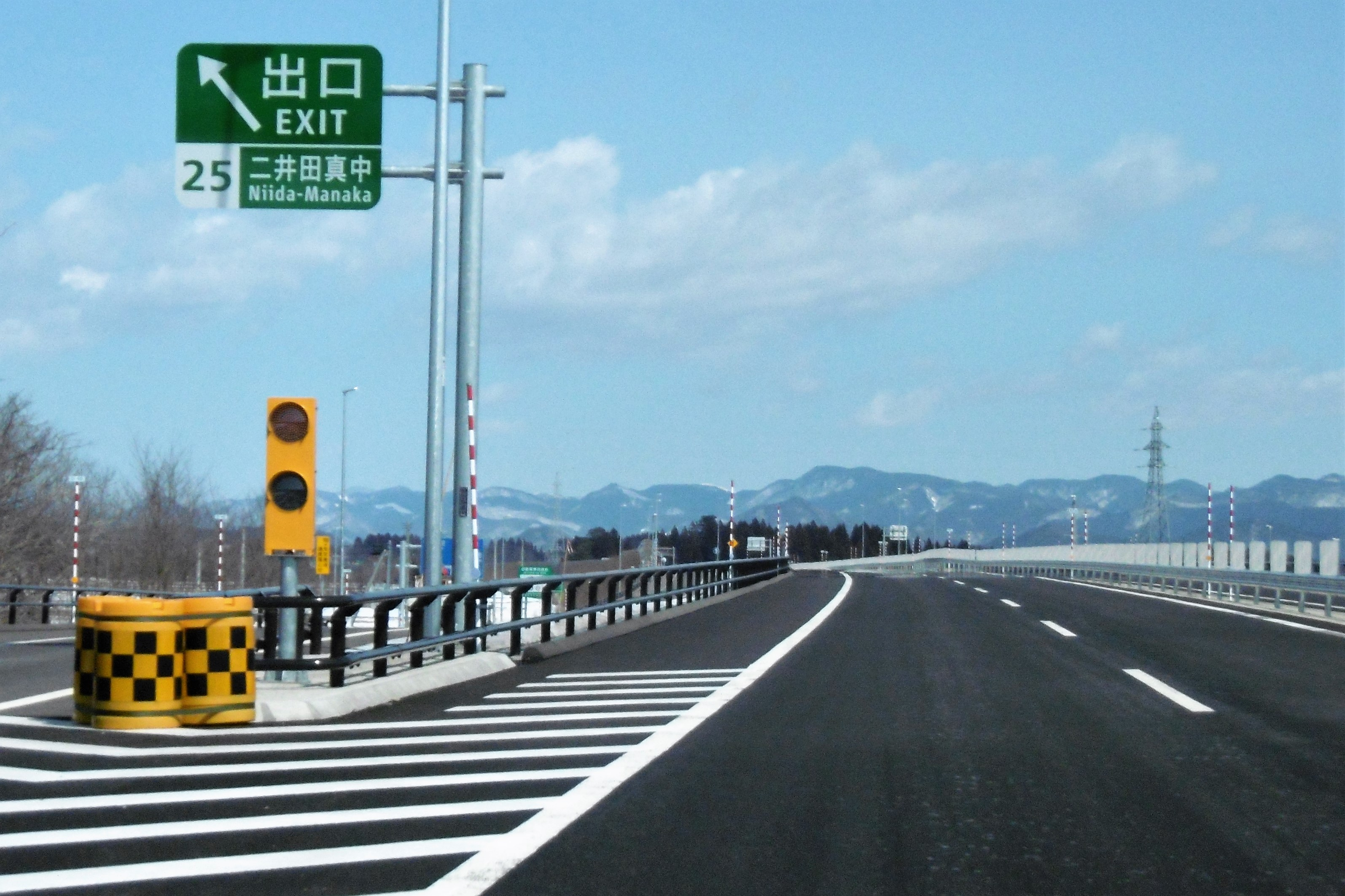
出口付近（鷹巣IC方面側）

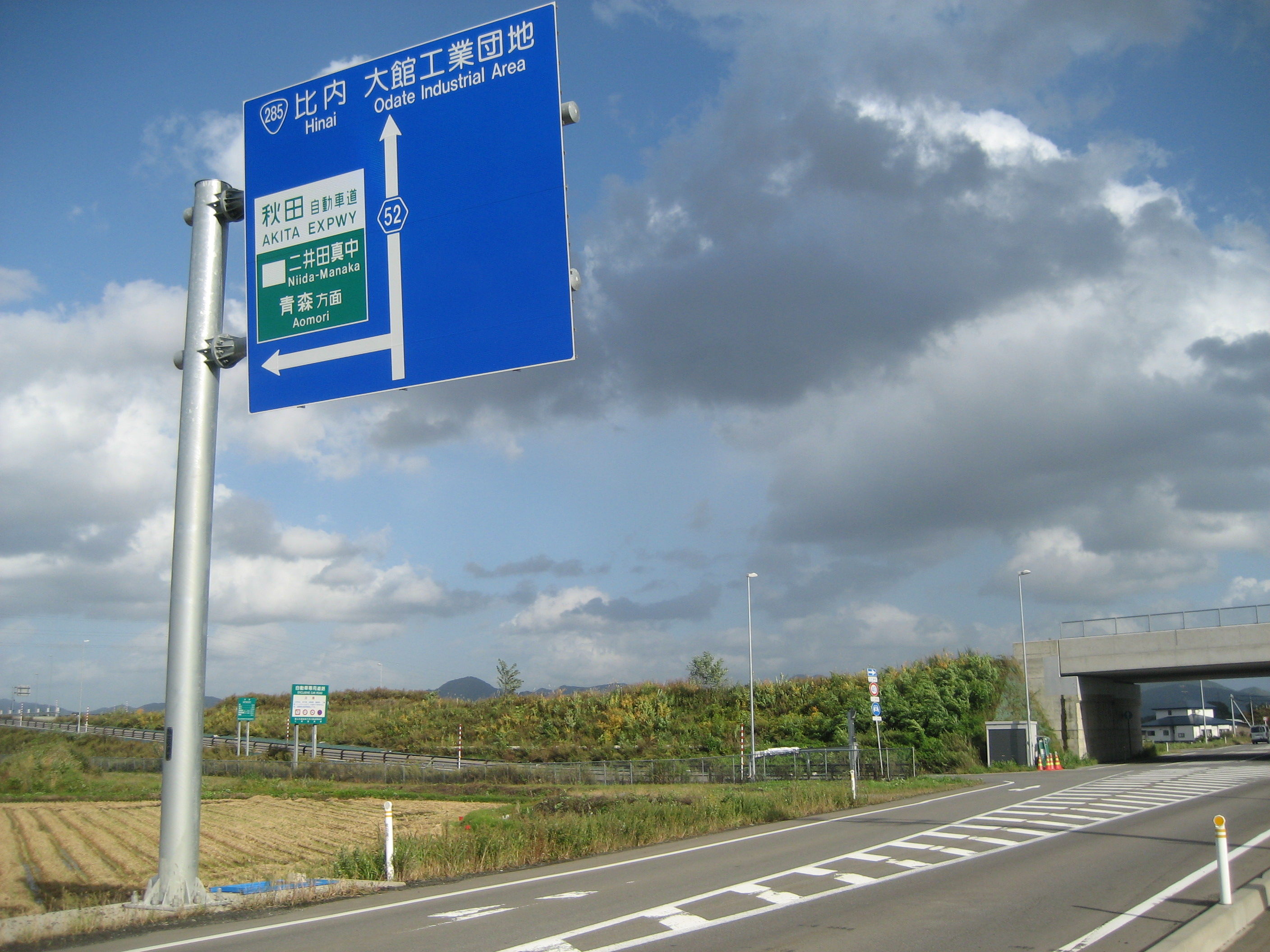
秋田県道52号比内田代線
二井田真中IC出入口付近（鷹巣IC方面建設中当時）

## 概要
秋田自動車道のうち、国道7号大館西道路と国道7号鷹巣大館道路の接続点にあたる秋田県道52号比内田代線（大館市櫃崎）にある両道路のインターチェンジで、大館西道路（北側の部分）が鷹巣大館道路（南側の部分）よりも早く完成するためインターチェンジが設定された。当初は「櫃崎仮出入口」（ひつざき かりでいりぐち）として工事が進められていたが、2011年（平成23年）11月29日に二井田真中ICに名称が正式に決定した。インターチェンジの名称は1955年まで周辺に存在した北秋田郡二井田村・真中村に由来する。
なお、両道路とも無料のため料金所設備はなく、秋田県道52号にはダイヤモンド型で側道（ランプ）で直接接続する。

## 歴史
- 2011年（平成23年）12月17日 : 大館西道路 二井田真中IC - 大館南IC間 開通に伴い供用開始[1]。
- 2016年（平成28年）10月22日 : 鷹巣大館道路 鷹巣IC - 二井田真中IC間 開通[2]。

## 接続する道路
- 秋田県道52号比内田代線

## 隣
E7 秋田自動車道
(24)鷹巣IC - (25)二井田真中IC - (26)大館南IC